# Telemundo
A Telemundo spanyol nyelvű amerikai televíziós hálózat. Tulajdonosa az NBC Universal. A Telemundo elsősorban saját készítésű telenovellákat, sportműsorokat és valóságshowkat tűz műsorra. Emellett sugároznak filmeket is spanyol szinkronnal. Székhelye a floridai Miami külvárosában, Hialeah-ben található. A Telemundo a világ második legnépszerűbb telenovella-készítője. Elnöke Emilio Romano. A Telemundo 1954-ben indult Puerto Rico-n, majd 1984-ben terjesztették ki világszerte (USA) műsoraikat. A Telemundo képformátuma 480i (SD) illetve 1080i/720p (HD).

## A Telemundo telenovellái
| Eredeti cím                | Magyar cím                                    | Eredeti sugárzás                         | Magyar sugárzás                          |
| -------------------------- | --------------------------------------------- | ---------------------------------------- | ---------------------------------------- |
| Alguien te mira            | -                                             | 2010. szeptember 8. - 2011. február 25.  | -                                        |
| Amantes del Desierto       | A sivatag szerelmesei                         | 2001. március 19. - 2001. szeptember 4.  | 2004 - 2005                              |
| Amar de Nuevo              | -                                             | 2011. augusztus 29. - 2012. február 24   | -                                        |
| Amarte Así                 | -                                             | 2005. április 4. - 2005. szeptember 16.  | -                                        |
| Amor Descarado             | Elbűvölő szerelem                             | 2003. szeptember 8. - 2004. március 19.  | 2010. augusztus 30 - félbehagyott        |
| Amores de mercado          | Szerelempiac                                  | 2006. június 14. - 2007. január 12.      | 2007. január 12. - 2007. július 3.       |
| ¡Anita, no Te Rajes!       | Anita, a bűbájos bajkeverő                    | 2004. szeptember 13. - 2005. április 4.  | 2005 - 2006. július 25.                  |
| Aurora                     | -                                             | 2010. november 1. - 2011. május 20.      | -                                        |
| Bajo el mismo cielo        | -                                             | 2015. július 28. -                       | -                                        |
| Bella Calamidades          | Lola                                          | 2010. február 4. - 2010. július 28.      | 2014. november 20. - 2015.               |
| Betty en NY                | -                                             | 2019. február 6 – 2019. augusztus 12.    | -                                        |
| Camelia, La Texana         | -                                             | 2014. február. 25. - 2014. május 22.     | -                                        |
| Corazón Partido            | -                                             | 2005. november 1. - 2006. június 16.     | -                                        |
| Dama y Obrero              | -                                             | 2013. június 24. - 2013. október 18.     | -                                        |
| Dame Chocolate             | -                                             | 2007. március 5. - 2007. október 5.      | -                                        |
| Daniela                    | -                                             | 2002. május 6. - 2002. október 18.       | -                                        |
| Decisiones Extremas        | -                                             | 2011. július 18 - augusztus 1.           | -                                        |
| Doña Bárbara               | -                                             | 2008. augusztus 4. - 2009. május 22.     | -                                        |
| ¿Dónde Está Elisa?         | Elisa nyomában (FEM3), Titkok hálójában (TV2) | 2010. március 8. 2010. augusztus 10.     | 2010. október 8 - 2010. december 1.      |
| Dueños del paraíso         | -                                             | 2015. január 13. - 2015.                 | -                                        |
| Dulce Amargo               | -                                             | 2012. október 31. - 2013. április 2.     | -                                        |
| El Clon                    | A klón                                        | 2010. február 15. - 2010. október 29.    | 2011. január 4. - 2011. szeptember       |
| El Cuerpo del Deseo        | Második élet                                  | 2005. július 18. - 2006. február 28.     | 2010. április 12. - 2010. október 27.    |
| El Fantasma de Elena       | -                                             | 2010. július 20. - 2011. január 7.       | -                                        |
| El Juramento               | -                                             | 2008. június 30. - 2008. december 22.    |                                          |
| El Rostro de Analía        | A bosszú álarca                               | 2008. október 20. - 2009. július 16.     | 2009. augusztus 20. - 2010. május 4      |
| El rostro de la venganza   | Utolsó vérig                                  | 2012. július 30. - 2013. április 12.     | 2014. február 6. - 2014.                 |
| El Señor de los Cielos     | -                                             | 2013. április 15. - 2013. augusztus 5.   |                                          |
| En otra piel               | -                                             | 2014. február 18. - 2014. szeptember 29. | -                                        |
| Flor Salvaje               | -                                             | 2011. augusztus 2. - 2012. március 2.    | -                                        |
| La casa de al lado         | Zárt ajtók mögött                             | 2011. május 31. - 2012. január 23.       | 2012. április 24. - 2012. december 21.   |
| La Diosa Coronada          | -                                             | 2010. július 26. - 2010. szeptember 10.  | -                                        |
| La Impostora               | A beépített szépség                           | 2014. január 14. - 2014. július 3.       | 2015.augusztus 17. -                     |
| La mujer en el espejo      | -                                             | 2004. december 23. - 2005. július 15.    | -                                        |
| La Patrona                 | Az örökség                                    | 2013. január 8. - 2013. július 9.        | 2013. július 24. - 2014. február 5.      |
| La Reina del Sur           | Dél királynője                                | 2011. február 28. - 2011. május 30.      | 2011. június 14. - 2011. szeptember 8.   |
| La Tormenta                | -                                             | 2005. szeptember 19. - 2006 július 24.   | -                                        |
| La Traición                | Az áruló                                      | 2008. január 29. - 2008. június 27.      | -                                        |
| La Venganza                | A bosszú (Sorozat+), Valentina titka (TV2)    | 2002. november 4. - 2003. május 16.      | 2011. november 7. - 2012. június 1.      |
| Los Herederos del Monte    | A del Monte örökösök                          | 2011. január 10. - 2011. július 15.      | 2021.szeptember 6.                       |
| Los miserables             | Lucia – A sors üldözöttje                     | 2014. szeptember 30. - 2015. március 24. | 2015.március 2. - 2015.augusztus 14.     |
| Madre Luna                 | -                                             | 2007. július 2. - 2008. január 28.       | -                                        |
| Marido en alquiler         | -                                             | 2013. július 10. - 2014. január 13.      | -                                        |
| Marina                     | Marina                                        | 2006. október 16. - 2007. június 29.     | 2010. szeptember 27. - 2011.             |
| Más Sabe El Diablo         | Ördögi kör                                    | 2009. május 25. - 2010. február 12.      | 2010. május 5. - 2011. január 26.        |
| Mi Corazón Insiste         | Szalamandra                                   | 2011. május 23. - 2011. november 28.     | 2012. október 1. - 2013. április 5.      |
| Niños ricos pobres padres  | Szívek iskolája                               | 2009. július 7. - 2010. január 8.        | 2010. április 12. - 2010. október 11.    |
| Pasión De Gavilanes        | A szenvedélyek lángjai                        | 2003. október 21. - 2004. szeptember 14. | 2013. február 11. -                      |
| Pasión prohibida           | -                                             | 2013. január 22. - 2013. június 21.      | -                                        |
| Pecados ajenos             | Bűnös szerelem                                | 2007. október 8. - 2008. június 18.      | 2012. október 1. - 2013. június 12.      |
| Perro Amor                 | -                                             | 2010. január 11. - 2010. július 19.      | -                                        |
| Prisionera                 | A szerelem foglyai                            | 2004. március 10. - 2004. december 6.    | 2015.március 16.-                        |
| Reina de Corazones         | Emlékezz, Reina!                              | 2014. július 7. - 2014. december 1.      | 2015. január 5. -                        |
| Relaciones Peligrosas      | -                                             | 2012. január 24. - 2012. június 25.      | -                                        |
| Rosa Diamante              | -                                             | 2012. július 10. - 2013. január 21.      | -                                        |
| Santa Diabla               | A gonosz álarca                               | 2013. augusztus 6. - 2014. február 24.   | 2014. június 1. - 2014. december 18.     |
| Señora Acero               | -                                             | 2014. szeptember 23. - 2015. január 12.  | -                                        |
| Sin Senos no hay Paraíso   | Csajok, szilikon, ez lesz a Paradicsom!       | 2008. június 16. - 2009. június 22       | 2008. december 22. - 2009. augusztus 22. |
| Sin Vergüenza              | Szégyen nélkül                                | 2007. április 16. - 2007. augusztus 21.  | 2007. október 9. - 2008. február 5.      |
| Te Voy a Enseñar a Querer  | -                                             | 2004. augusztus 31. - 2005. március 14.  | -                                        |
| Tierra de Pasiones         | Második esély                                 | 2006. február 20. - 2006. október 24.    | 2009. május 12. - 2010. január 21.       |
| Tierra de Reyes            |                                               | 2014. december 2. - 2015. július 27.     |                                          |
| Victoria                   | -                                             | 2007. december 4. - 2008. augusztus 1.   | -                                        |
| Victorinos                 | -                                             | 2009. június 23. - 2010. február 5.      | -                                        |
| Zorro: La Espada y la Rosa | Zorro                                         | 2007. február 12. - 2007. július 23.     | 2008. augusztus 25. - 2009. február 24.  |

## Fordítás
- Ez a szócikk részben vagy egészben  a   Telemundo című angol Wikipédia-szócikk fordításán alapul.  Az eredeti cikk szerkesztőit annak laptörténete sorolja fel. Ez a jelzés csupán a megfogalmazás eredetét és a szerzői jogokat jelzi, nem szolgál a cikkben szereplő információk forrásmegjelöléseként.